# Sande (Norwegia)
Gmina Sande (norw. Sande kommune) – norweska gmina leżąca w regionie Møre og Romsdal. Jej siedzibą jest miasto Larsnes.
Sande jest 393. norweską gminą pod względem powierzchni.

## Demografia
Według danych z roku 2005 gminę zamieszkuje 2576 osób. Gęstość zaludnienia wynosi 28,31 os./km². Pod względem zaludnienia Sande zajmuje 298. miejsce wśród norweskich gmin.
| ludność stan na 1 stycznia 2005 |         |           |       |
|                                 | kobiety | mężczyźni | razem |
| osób                            | 1316    | 1260      | 2576  |
| %                               | 51,09%  | 48,91%    | 100%  |

| wykształcenie stan na 1 października 2004 |        |         |        |        |
|                                           | podst. | średnie | wyższe | niezn. |
| osób                                      | 585    | 1201    | 235    | 41     |
| %                                         | 28,37% | 58,24%  | 11,4%  | 1,99%  |

## Edukacja
Według danych z 1 października 2004:
- liczba szkół podstawowych (norw. grunnskolar): 5
- liczba uczniów szkół podst.: 348

## Władze gminy
Według danych na rok 2011 administratorem gminy (norw. rådmann) jest Gudmund Sandnes, natomiast burmistrzem (norw. ordfører, d. borgermester) jest Dag Arne Vaagen.